# X Games Tignes
X Games Tignes, officielt Winter X Games Europe, er et årligt ekstremsportsevent, som blev afholdt i årene 2010-2013 i Tignes, Frankrig. Der blev konkurreret i kategorierne Ski Slopestyle, Ski SuperPipe, Snowboard Slopestyle og Snowboard SuperPipe for både mænd og kvinder. X Games Tignes 2010 var første gang X Games blev afholdt i Europa og første gang vinter-X Games blev afholdt uden for USA.

## Resultater 2010

### Ski Slopestyle
|         | Guld         | Guld  | Sølv        | Sølv  | Bronze           | Bronze |
| ------- | ------------ | ----- | ----------- | ----- | ---------------- | ------ |
| Mænd    | Tom Wallisch | 94,00 | Bobby Brown | 93,00 | Jossi Wells      | 89,00  |
| Kvinder | Kaya Turski  | 93,66 | Keri Herman | 84,00 | Ashley Battersby | 83,33  |

### Ski SuperPipe
|         | Guld          | Guld  | Sølv           | Sølv  | Bronze         | Bronze |
| ------- | ------------- | ----- | -------------- | ----- | -------------- | ------ |
| Mænd    | Kevin Rolland | 95,66 | Xavier Bertoni | 92,00 | Justin Dorey   | 86,66  |
| Kvinder | Jen Hudak     | 91,66 | Roz Groenewoud | 84,66 | Anais Caradeux | 83,33  |

### Snowboard Slopestyle
|         | Guld         | Guld  | Sølv             | Sølv  | Bronze        | Bronze |
| ------- | ------------ | ----- | ---------------- | ----- | ------------- | ------ |
| Mænd    | Eric Willett | 91,00 | Sage Kotsenburg  | 85,33 | Mark Grilc    | 83,66  |
| Kvinder | Jenny Jones  | 92,33 | Kjersti Ø. Buaas | 86,66 | Sina Candrian | 83,00  |

### Snowboard SuperPipe
|         | Guld                | Guld  | Sølv           | Sølv  | Bronze           | Bronze |
| ------- | ------------------- | ----- | -------------- | ----- | ---------------- | ------ |
| Mænd    | Iouri Podladtchikov | 98,00 | Mathieu Crepél | 95,00 | Louie Vito       | 92,33  |
| Kvinder | Kaitlyn Farrington  | 97,00 | Torah Bright   | 95,00 | Sophie Rodriguez | 87,00  |

## Resultater 2011

### Ski Slopestyle
|         | Guld        | Guld  | Sølv            | Sølv  | Bronze      | Bronze |
| ------- | ----------- | ----- | --------------- | ----- | ----------- | ------ |
| Mænd    | JF Houle    | 94,33 | Andreas Håtveit | 92,33 | James Woods | 89,66  |
| Kvinder | Kaya Turski | 92,00 | Keri Herman     | 89,00 | Kim Lamarre | 88,33  |

### Ski SuperPipe
|         | Guld          | Guld  | Sølv           | Sølv  | Bronze              | Bronze |
| ------- | ------------- | ----- | -------------- | ----- | ------------------- | ------ |
| Mænd    | Kevin Rolland | 93,00 | Justin Dorey   | 90,00 | Torin Yater-Wallace | 88,00  |
| Kvinder | Sarah Burke   | 95,33 | Anais Caradeux | 93,00 | Devin Logan         | 91,33  |

### Snowboard Slopestyle
|         | Guld           | Guld  | Sølv              | Sølv  | Bronze         | Bronze |
| ------- | -------------- | ----- | ----------------- | ----- | -------------- | ------ |
| Mænd    | Chas Guldemond | 99,33 | Sebastien Toutant | 98,00 | Eric Willett   | 96,66  |
| Kvinder | Jamie Anderson | 95,33 | Silje Norendal    | 94,00 | Enni Rukajarvi | 93,66  |

### Snowboard SuperPipe
|         | Guld        | Guld  | Sølv                | Sølv  | Bronze            | Bronze |
| ------- | ----------- | ----- | ------------------- | ----- | ----------------- | ------ |
| Mænd    | Louie Vito  | 93,00 | Iouri Podladtchikov | 91,33 | Christian Haller  | 82,33  |
| Kvinder | Kelly Clark | 92,66 | Hannah Teter        | 91,00 | Queralt Castellet | 89,33  |

## Resultater 2012

### Ski Slopestyle
|         | Guld        | Guld  | Sølv         | Sølv  | Bronze          | Bronze |
| ------- | ----------- | ----- | ------------ | ----- | --------------- | ------ |
| Mænd    | Bobby Brown | 95,00 | Tom Wallisch | 93,33 | Andreas Håtveit | 92,00  |
| Kvinder | Kaya Turski | 92,66 | Anna Segal   | 91,00 | Dara Howell     | 89,66  |

### Ski SuperPipe
|         | Guld                | Guld  | Sølv         | Sølv  | Bronze         | Bronze |
| ------- | ------------------- | ----- | ------------ | ----- | -------------- | ------ |
| Mænd    | Torin Yater-Wallace | 95,00 | Thomas Krief | 91,66 | David Wise     | 90,33  |
| Kvinder | Roz Groenewoud      | 89,33 | Devin Logan  | 87,66 | Anais Caradeux | 85,00  |

### Snowboard Slopestyle
|         | Guld           | Guld  | Sølv            | Sølv  | Bronze         | Bronze |
| ------- | -------------- | ----- | --------------- | ----- | -------------- | ------ |
| Mænd    | Shaun White    | 97,00 | Mark McMorris   | 90,00 | Eric Willett   | 88,00  |
| Kvinder | Jamie Anderson | 98,00 | Spencer O'Brien | 92,66 | Enni Rukajarvi | 88,00  |

### Snowboard SuperPipe
|         | Guld        | Guld  | Sølv        | Sølv  | Bronze              | Bronze |
| ------- | ----------- | ----- | ----------- | ----- | ------------------- | ------ |
| Mænd    | Shaun White | 98,00 | Louie Vito  | 94,33 | Iouri Podladtchikov | 88,00  |
| Kvinder | Kelly Clark | 95,00 | Elena Hight | 85,00 | Kaitlyn Farrington  | 81,33  |

## Resultater 2013

### Ski Slopestyle
|         | Guld           | Guld  | Sølv          | Sølv  | Bronze        | Bronze |
| ------- | -------------- | ----- | ------------- | ----- | ------------- | ------ |
| Mænd    | McRae Williams | 94,33 | Jossi Wells   | 93,00 | Gus Kenworthy | 92,00  |
| Kvinder | Kaya Turski    | 93,33 | Tiril Sjåstad | 90,66 | Dara Howell   | 88,33  |

### Ski SuperPipe
|         | Guld                | Guld  | Sølv           | Sølv  | Bronze        | Bronze |
| ------- | ------------------- | ----- | -------------- | ----- | ------------- | ------ |
| Mænd    | Torin Yater-Wallace | 93,66 | David Wise     | 92,33 | Kevin Rolland | 91,66  |
| Kvinder | Marie Martinod      | 86,33 | Anais Caradeux | 85,33 | Maddie Bowman | 85,00  |

### Snowboard Slopestyle
|         | Guld           | Guld  | Sølv           | Sølv  | Bronze           | Bronze |
| ------- | -------------- | ----- | -------------- | ----- | ---------------- | ------ |
| Mænd    | Seb Toutant    | 95,00 | Mark McMorris  | 94,00 | Peetu Piiroinen  | 82,00  |
| Kvinder | Silje Norendal | 93,00 | Jamie Anderson | 85,66 | Kjersti Ø. Buaas | 82,66  |

### Snowboard SuperPipe
|         | Guld        | Guld  | Sølv         | Sølv  | Bronze       | Bronze |
| ------- | ----------- | ----- | ------------ | ----- | ------------ | ------ |
| Mænd    | Louie Vito  | 92,66 | Arthur Longo | 92,00 | Taku Hiraoka | 86,00  |
| Kvinder | Kelly Clark | 87,66 | Elena Hight  | 85,00 | Arielle Gold | 83,00  |